# Alberto Aybar Augier
Alberto Aybar Augier (San Miguel de Tucumán, 1885-Buenos Aires, 10 de septiembre de 1950) fue un político argentino, que se desempeñó como diputado y senador Nacional por la provincia de Tucumán. 

## Vida e inicios políticos

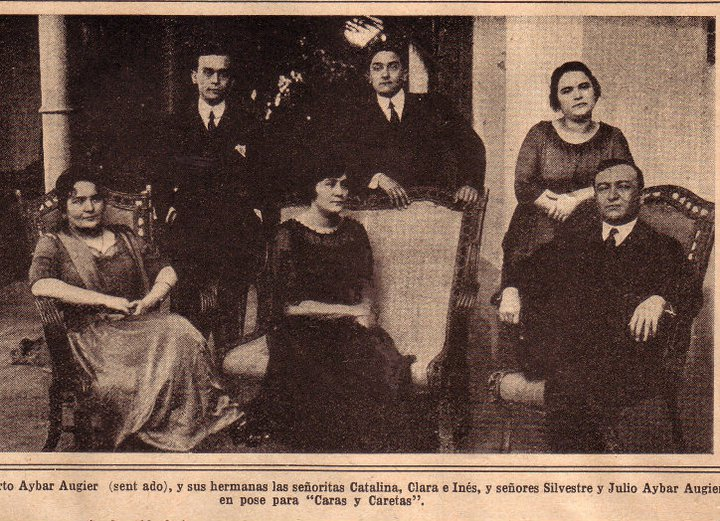
Alberto Aybar Augier (sentado) con sus familiares en Buenos Aires

Su padre fue Silvestre Aybar y su madre María del Socorro Augier y Molas del Viso (hija de quien fuera gobernador de Catamarca en 1841, Francisco Marcelino Augier) derrocado por Mariano Maza, cuyos bienes fueron expropiados, y exiliado por 20 años de su provincia). Bisnieto de Francisco Rafael Augier.
Después de terminar sus estudios secundarios se trasladó a Buenos Aires para continuar los universitarios, egresando con el título de abogado de la Universidad de Buenos Aires. Regresó a Tucumán y comenzó su vida pública en 1903, había abrazado al radicalismo y en 1911 era delegado nacional, militando en el partido de la Unión Cívica Radical fiel al sector de Hipólito Yrigoyen fue el primer diputado y senador radical de la provincia de Tucumán junto al primer gobernador radical en esa provincia Juan Bascary. En las elecciones de 1918 fue elegido diputado provincial y a poco de asumir sus pares determinaron que él debía ocupar el cargo de presidente de la Cámara de Diputados de Tucumán. Asumió el cargo y tuvo una destacada actuación como legislador, siendo autor de numerosos proyectos de ley. Entre ellos se destaca un proyecto presentado en 1919 de pensiones a la vejez ya a la indigencia, ya que en ese año los ancianos o desvalidos no recibían ayuda alguna del Estado. El proponía que “toda persona nativa del territorio de la provincia, que hubiese llegado a los 70 años o a cualquier edad en caso de invalidez absoluta e indigencia, tiene derecho de recibir del Estado una pensión mínima de 360 pesos al año, o su equivalente en asistencia directa o indirecta” 
El fondo para todas estas pensiones se formaría de varios aportes, por ejemplo de un pequeño aumento de impuestos sobre algunos inmuebles. Después de depositados los importes logrados por los nuevos impuestos en el Banco de la provincia, la institución que se encargaría de administrarlos y dar la pensiones sería, la Junta de Montepío Civil.

## Senador Nacional
La Unión Cívica Radical tucumana se preparaba para colocar, por primera vez, a uno de sus hombres en la Cámara alta del Congreso. Había que elegir al reemplazante de Brígido Terán, que ya había concluido su periodo.
Pero, hubo ocho convocatorias fallidas de la Asamblea legislativa, hasta noviembre de 1919, donde nunca podía conseguirse quórum. Faltaban radicales, y mientras que concurrían los del partido liberal, dando su presencia. Es decir que existían conflictos internos en el partido radical.
Poco después, el 18 de noviembre, se logró el quórum, y Alfredo Guzmán obtuvo 15 votos , mientras que Alberto Aybar Augier, también consiguió 15 votos de las distintas facciones de los radicales. Ante el empate de ambos candidatos, el presidente desempató, a favor de Aybar Augier. 
Los legisladores del partido Liberal, sostenía que no correspondía desempate sino la proclamación de Guzmán como senador. Ese mismo día, con esos argumentos, elevaron al Senado de la Nación, un extenso memorial.
En detalle, el documento decía que ellos habían obtenido 15 votos, mientras que los radicales sólo 13, porque dos de los votantes, por tener empleos a sueldo del gobierno cesaban inmediatamente en su calidad de legisladores, de acuerdo con el artículo 60 de la Constitución provincial.
La cuestión es que volvieron a empezar las convocatorias para una nueva asamblea y una nueva elección, ya que el Senado de la Nación, rechazó el diploma de Aybar Augier, argumentando que había sido votado por dos legisladores que no eran tales. Hubo varios intentos, pero recién el 21 de octubre del años siguiente, 1920, se reunió la asamblea.
Roque Raúl Aragón, diputado provincial, planteó su desacuerdo con el hecho de que integraban la Asamblea, legisladores a quienes el Senado Nacional consideraba cesantes, y se retiró del recinto. Ante ello, Aybar Augier – que era diputado provincial - mocionó para que se mantuviera el quórum por la fuerza pública.
La votación se realizó de inmediato. Aybar Augier obtuvo 19 votos Guzmán 8 , Pedro Sal 2, y recibieron un voto Aragón, Miguel P. Díaz y Mario Bravo.
Aybar Augier, fue entonces proclamado senador y pronunció un discurso expresando que ”el proceso de mi candidatura, ha dado motivo a un espectáculo desagradable durante un año y medio”.; advirtió la existencia de “un obstruccionismo premeditado “, obra de “hombres de espíritu estrecho, que posponen los grandes intereses colectivos a las pasiones subalternas “. 
Caras y Caretas lo caracterizó, al momento de su elección como senador, como “hombre de lucha, su desventaja como candidato nace de tal circunstancia, quizás. En el batallar continuo ha abierto heridas que sangran todavía. En general se ve, no sin azoramiento, que un hombre joven (cuenta 34 años de edad) sin fortuna, sin el apoyo de las chimeneas, como llaman aquí a las fábricas de azúcar,… haya sido electo senador”. Alberto Aybar Augier tuvo numerosos proyectos para los trabajadores de surcos, y de las fábricas (ingenios) azucareros. Fiel defensor de la actividad azucarera y de sus trabajadores.

## Creador de las pensiones a la vejez y a la indigencia en 1919, en Argentina, denominado Proyecto Humanitario

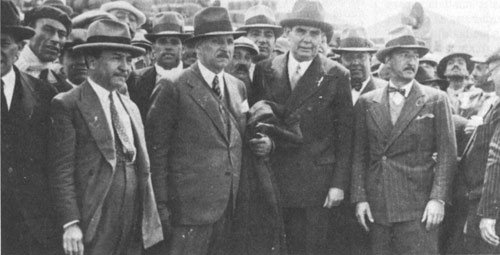
De izquierda a derecha: recién llegados a la remota localidad de San Julián, confinados los altos dirigentes radicales Alberto Aybar Augier, Honorio Pueyrredón, Miguel Tanco, Carlos Noel

En 1919 Aybar Augier, presentó un proyecto sin precedentes a la Cámara de Diputados de Tucumán, de la que era presidente. Proponía que "toda persona nativa del territorio de la provincia, que hubiere llegado a los 70 años o a cualquier edad en caso de invalidez absoluta e indigencia, tiene derecho a recibir del Estado una pensión mínima de 360 pesos al año, o su equivalente en asistencia directa o indirecta".
El fondo para estas pensiones se formaría con varios aportes. Estos eran: una sobretasa del 1 por mil a propietarios de inmuebles cuyo valor no sea inferior a 200.000 pesos; un impuesto "de previsión social" de 50 centavos por mes a los empleadores y patrones, por cada empleado u obrero que tuvieren; una sobretasa de medio centavo por litro de alcohol de buen gusto elaborado; otra de 25 centavos, sobre los barraqueros, por cada cuero vacuno; un impuesto a los naipes, de 12 centavos por mazo a los importados y 5 a los nacionales, y un impuesto sobre la cerveza, de 3 centavos hasta 58 centilitros y de 5 hasta un litro.
Los importes se depositarían en el Banco de la Provincia y la Junta de Montepío Civil se encargaría de administrarlos y dar las pensiones. La invalidez se probaba con certificado del médico de Policía, y la indigencia por información sumaria ante los Tribunales o el juez de Paz. La Gaceta destacaba el proyecto como "humanitario" y revelador del "espíritu moderno y justiciero" de su autor, quien meses después fue elegido senador nacional.

## Duelo en 1922
Los senadores nacionales Aybar Augier y Pedro Llanos (este, perteneciente al partido Concentración Popular, se batieron a duelo en 1923; del primero fueron padrinos Horacio Oyhanarte y el general Toranzo y del segundo, Rodolfo Moreno y Carlos Sarrey ante un nutrido grupo de espectadores en el club Regatas, entre los que se contaba Eliseo Cantón. Apenas Toranzo, que era el director del lance, terminó de dar las tres palmadas reglamentarias, LLanos apuntó y disparó contra Aybar Augier mientras que este levantó ostensiblemente su brazo haciendo su disparo al aire. Los padrinos de ambos suspendieron el duelo y tras largas deliberaciones resolvieron darlo por terminado ante las declaraciones terminantes de Aybar Augier de que tiraría nuevamente al aire. Los espectadores que habían seguido ansiosamente las incidencias preliminares del lance y su ejecución, celebraron animadamente la reconciliación y la actitud del senador Aybar Augier.

## Levantamientos ante el golpe militar

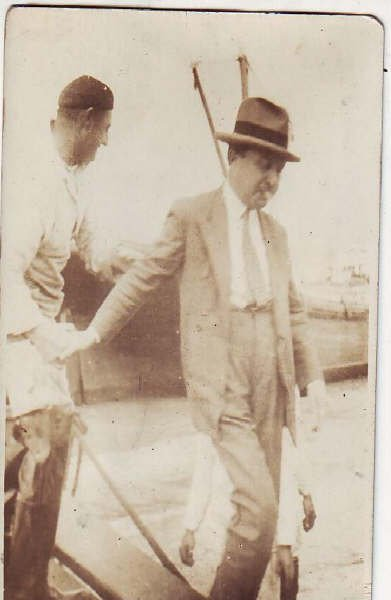
Dr. Aybar Augier desembarcando de San Julián.

Después del golpe militar, que derrocó al presidente Hipólito Yrigoyen , en 1930, la Unión Cívica Radical se mantuvo en constante estado de alerta. El Ejército y la Policía mantenían atenta vigilancia sobre los dirigentes de este partido, tanto en Buenos Aires, como en las provincias, -todas intervenidas-.
Así se descubrió una conspiración radical en Tucumán, el 27 de agosto de 1931. El jefe del movimiento, el exsenador nacional Alberto Aybar Augier, fue detenido; según el Ministerio del Interior se había tratado de comprometer algunos elementos militares. Aybar Augier y otros dirigentes fueron puestos a disposición del Poder Ejecutivo Nacional, enviados a Buenos Aires y alojados en la cárcel de Villa Devoto
Un año más tarde se realizaron elecciones nacionales, que la Unión Cívica Radical impugnó por fraudulentas y resultó electo presidente el general Agustín P. Justo. En 1933 se hizo una redada de supuestos conspiradores radicales, se detuvo a Hipólito Yrigoyen y Marcelo T. de Alvear y se los envió a la isla Martín García. Otros detenidos fueron Honorio Pueyrredon, Jose P. Tamborini, Carlos Noel, Manuel Ruiz Moreno, Miguel Tanco y Alberto Aybar Augier y se dispuso confinarlos en la remota localidad de San Julián, en la provincia de Santa Cruz. Fueron trasladados en barco y estuvieron privados de su libertad desde el 26 de enero hasta el 4 de mayo de 1933.
Horacio Lafuente, en su artículo “Los confinados radicales en San Julián”, de la revista ”Todo es Historia”, número 348, narra con detalle las peripecias del episodio. Escribe allí, que el tucumano Aybar Augier fue el más activo cronista del grupo y logró que la opinión pública mantuviera su atención sobre la suerte de los confinados, ya que sus relatos se publicaron en varios diarios del país.
Durante ese periodo, denominado por algunos historiadores como Década Infame, un sector de la Unión Cívica Radical decidió la abstención electoral en tanto algunos dirigentes de segunda línea, incluyendo la convención de la UCR de provincia de Tucumán, denominados radicales concurrencistas, acordaron con Agustín P. Justo y se presentaron a las elecciones, y Marcelo T. de Alvear, uno de los fundadores de la Unión Cívica Radical les imputó el propósito de percibir jugosas dietas, la fama antes que las consignas partidarias y la calificó como la primera traición partidaria. Este sector ocupó posiciones en el gobierno, incluyendo gobernaciones provinciales.
Aybar Augier sufrió durante su confinamiento, debido a su ferviente resistencia y denuncia en distintos medios, toda clase de torturas y tormentos fue unos de los primeros presos políticos a los que se le aplicó de la picana eléctrica, el aislamiento, al salir de San Julián su imagen lo retrata con notorios desmejoramientos físicos, y gamberrada delgadez. El diario El Orden del 7 de julio de 1933 con el título "Los oradores que hablaron primero" informó que uno de los primeros oradores fue Honorio Pueyrredón, quien fue anunciado como gobernador de la provincia de Buenos Aires. En esa misma tribuna hablaron Alberto Aybar Augier, Amadeo Sabattini, González Zimmermann, Rébora y Pugnalin. En otra tribuna mientras tanto, hablaron Marcelo Torcuato de Alvear, Carlos Noel, Horacio Oyhanarte, Taleans, O`Farrel y Ricardo Rojas, todos los cuales habían ido a parar a las cárceles.